# Giacomo Cipriani
Giacomo Cipriani (ur. 28 października 1980 w Bolonii) – włoski piłkarz występujący na pozycji napastnika.